# Menai-szoros
A Menai-szoros (walesiül Afon Menai (am. Menai folyó), angolul Menai Strait) 22,5 km hosszú, mintegy 500 m (180–1100 m) széles tengerszoros Anglesey szigete és Wales északnyugati partjai, azaz Gwynedd megye között. Víziútja az Ír-tenger két öblét, a Caernarvoni-öblöt és a Beaumaris-öblöt köti össze. Az északkeletről délnyugat felé fokozatosan kiszélesedő szoros (egykori folyóvölgy) déli végét csaknem lezárja két félsziget: egyikük Anglesey, a másik a Brit-sziget szárazföldje felől nyúlik a tengerbe; utóbbin épült Caernarfon repülőtere (angolul Caernarfon Airport).
Két híd vezet át rajta: a Menai függőhíd (Menai Suspension Bridge) 30 m magas közúti- és gyaloghídja, valamint a Britannia vasúti híd, amit a Robert Stephenson által tervezett, 525 m hosszú 1846–1850 között épült és 1970-ben leégett Britannia csőhíd (Britannia Tubular Bridge) vasúti híd köveire és téglafal-maradványaira építettek.
A szoros partján található Caernarfon vára.

## Képek

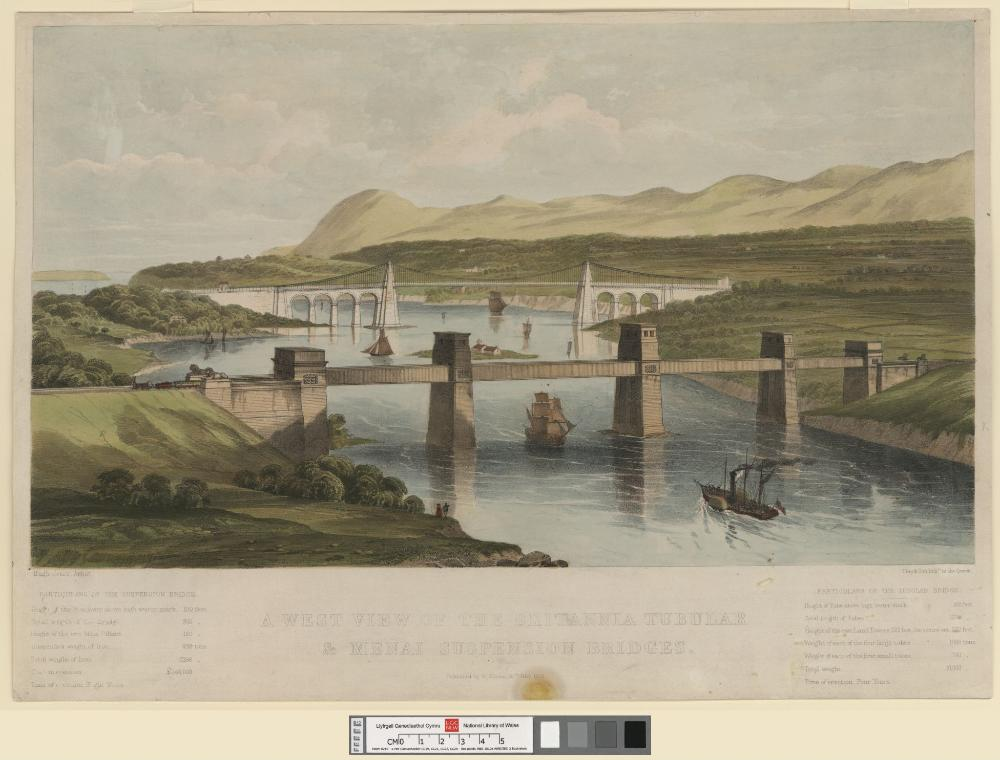
A régi Britannia csőhíd és a Menai függőhíd nyugat felől (1850)
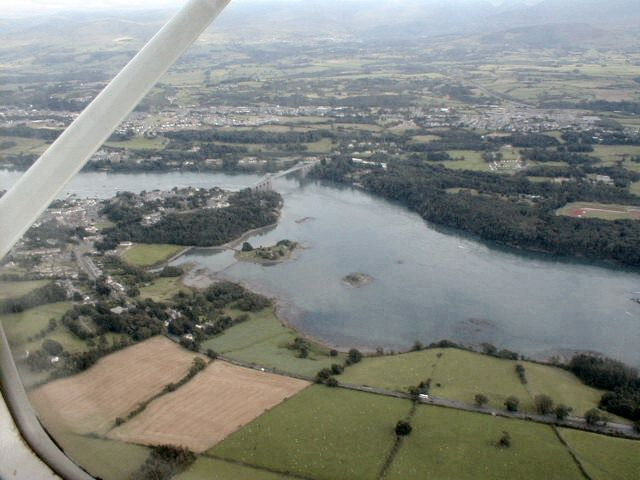
A szoros a Menai függőhíddal
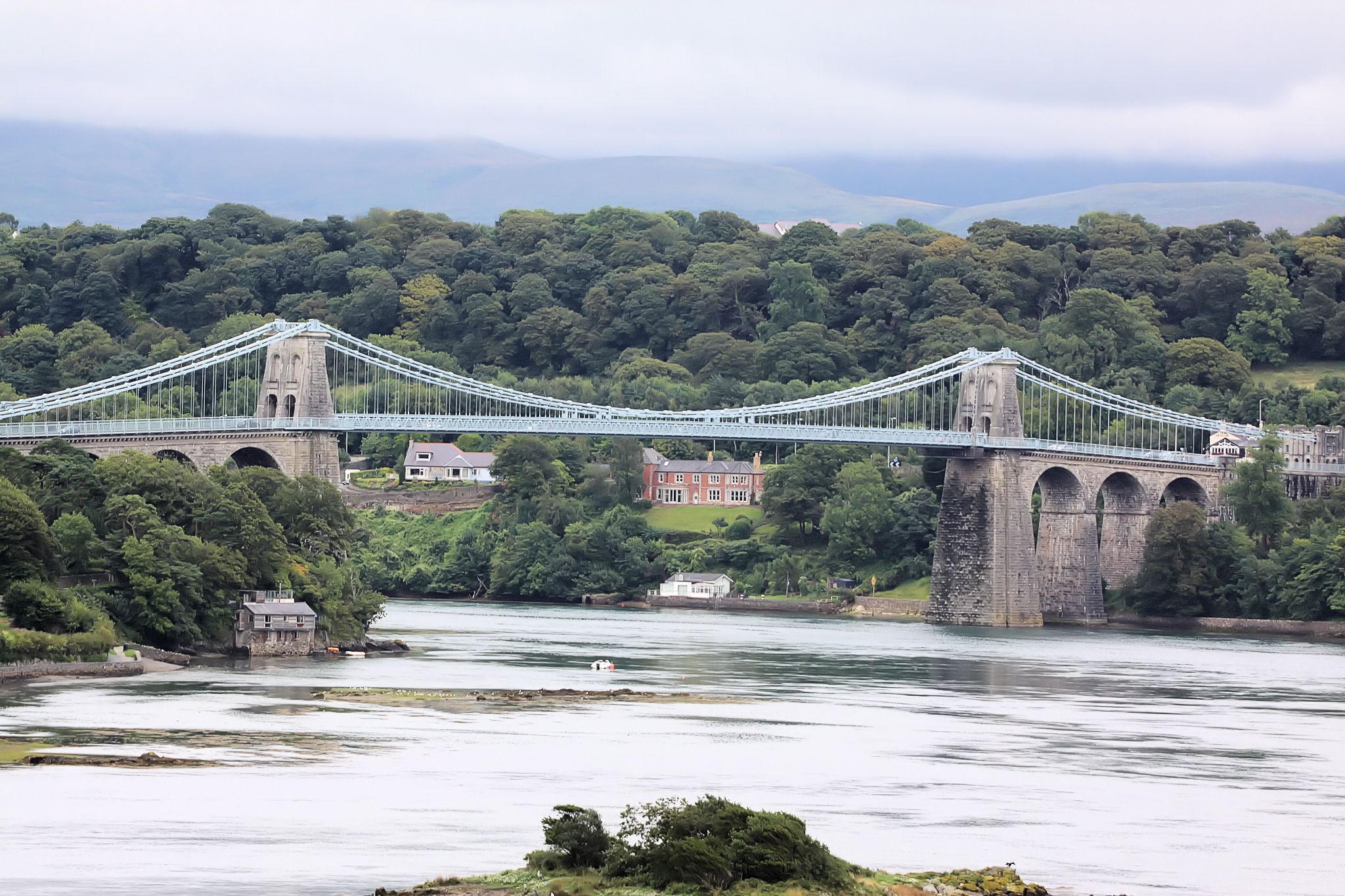
A Menai függőhíd
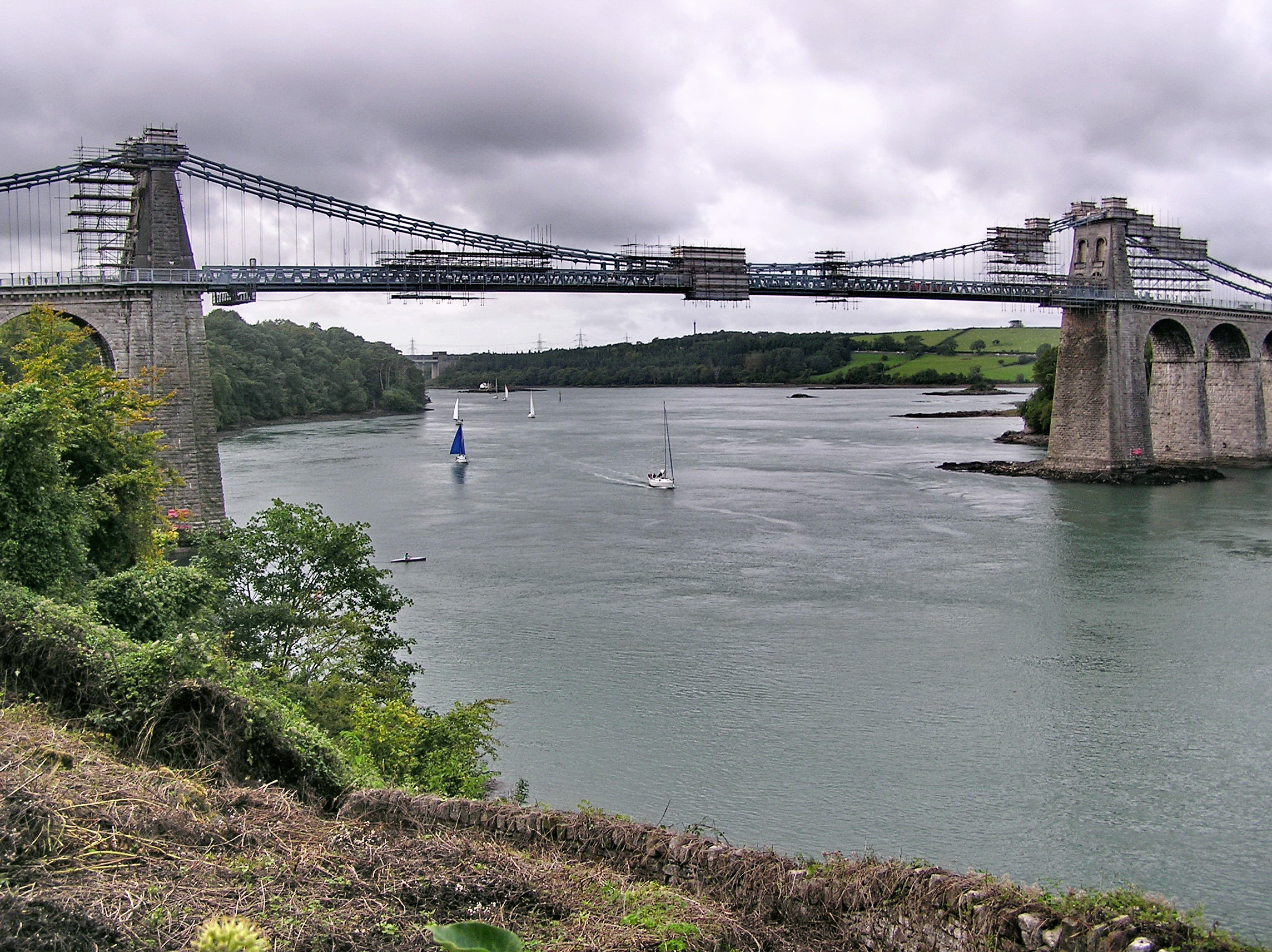
A Menai függőhíd és a szoros
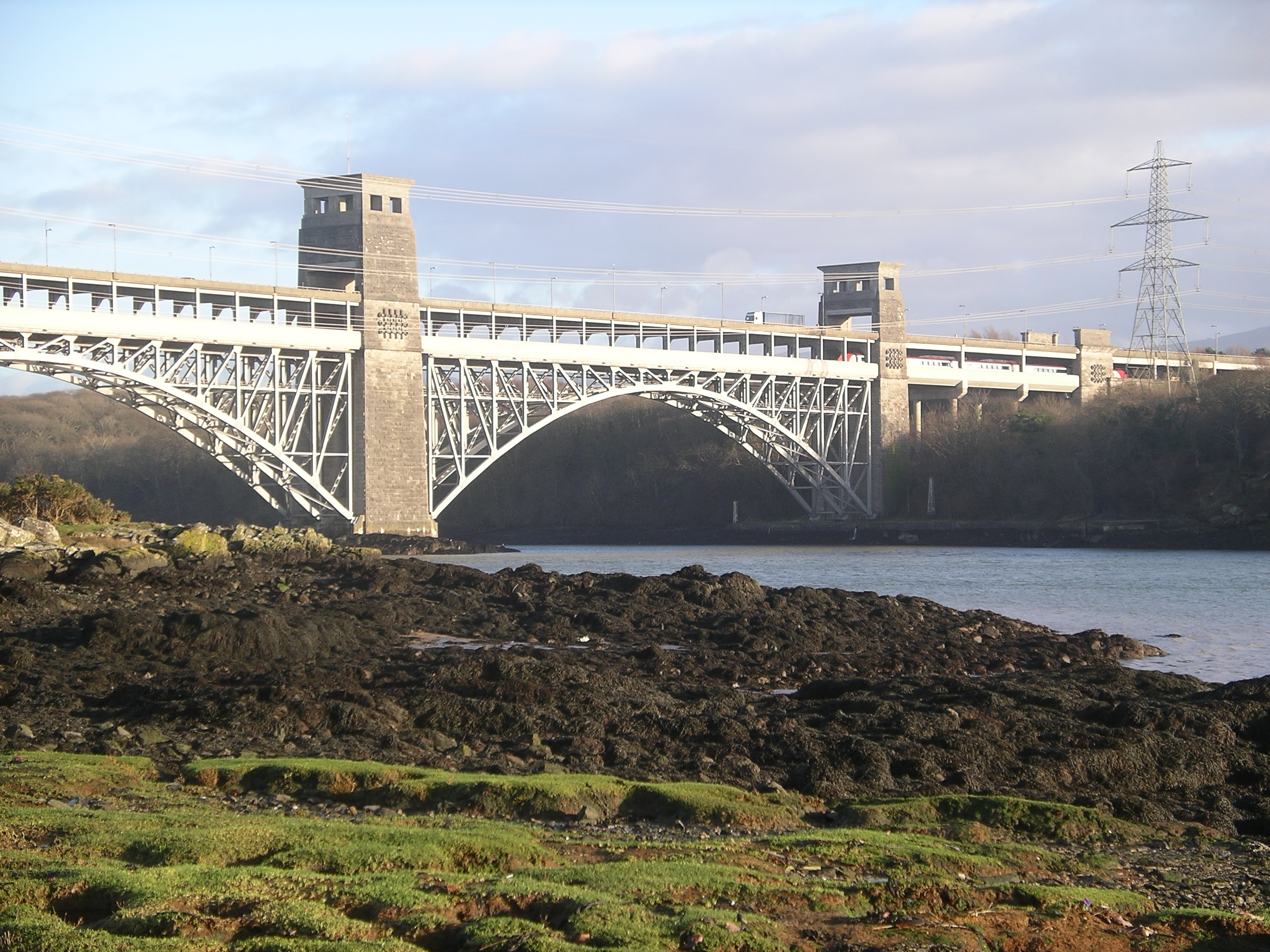
Britannia híd
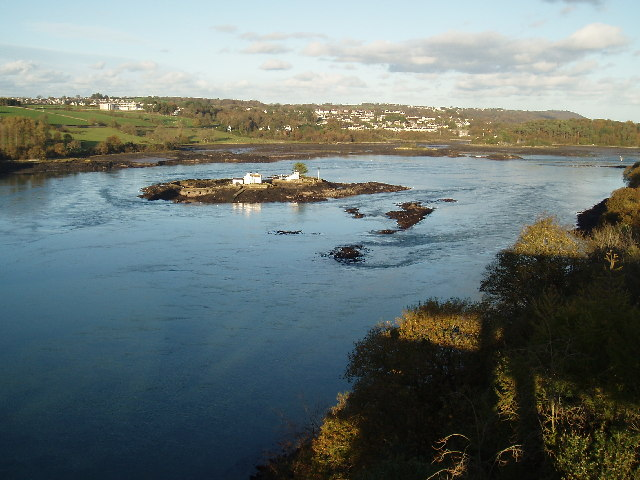
A Gored Goch-sziget a szorosban
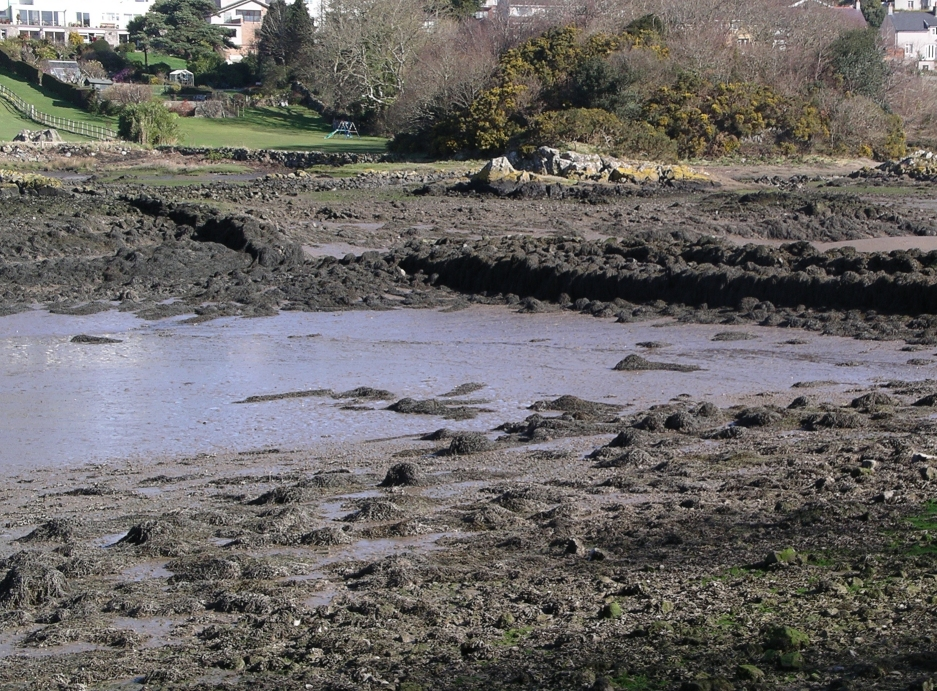
Régi halászcsapda a szoros partján